# Hans Kantor
Hans Kantor, född 1903, var en friidrottare från Österrike. Han deltog vid olympiska sommarspelen 1924.